# 月光男孩
是一部2016年由巴里·杰金斯编剧并执导的美国剧情片，為崔凡特·羅德、安德烈·荷蘭、賈奈爾·夢內、艾許頓·桑德斯、賈雷爾·傑若米、娜歐蜜·哈瑞絲和馬赫夏拉·阿里主演。布萊德·彼特則擔任執行製片人之一。該片於2016年9月2日在特柳賴德影展上首映，美国于同年10月21日公映。
获得第89届奥斯卡金像奖最佳影片、最佳改编剧本和最佳男配角，第74届金球奖最佳剧情片，第32届独立精神奖最佳影片、最佳导演、最佳编剧等许多奖项。本片也成为首部全部由黑人演员演出、首部LGBT题材的奥斯卡最佳影片。

## 剧情
主角是一名黑人男孩，讲述孩童、少年、青年时期三个年龄阶段的他的成长之路，呈现出家庭、社会、学校等生存环境对一个人的心路历程和情感选择的影响。
Chiron是居住在迈阿密黑人社区的一个男童，自小与母亲相依为命，他胆小、瘦弱、寡言，并经常受到小学同校男生的欺负。一次他为了躲避追打欺负他的同学，就躲进了一个贩毒区的一个房子里，并因此与一位名叫胡安（毒贩）的中年黑人男子相识。Chiron不爱讲话，胡安先带他去吃了一顿餐，之后还把Chiron带回了自己家过夜，Chiron也得以结识了胡安的同居女友特蕾莎。次日胡安把Chiron送回了家，母亲责备Chiron昨晚没有归家。由于Chiron对胡安和特蕾莎的印象很好，于是Chiron就去找胡安，并跟胡安在海水里学习游泳，胡安还告诉他说月光下的黑人小孩看起来像是蓝色的。一个晚上，胡安发现Chiron的母亲与一名男子在车里吸毒，胡安就与Chiron的母亲发生了争吵。虽然Chiron很孤独，不过一个名叫凯文的同学却待他很好，并鼓励他受到别人的欺负时要勇敢还击。一次Chiron去问胡安有关“变态”、“同性恋”的含义，以及他妈是否在吸毒，胡安是否在贩毒，听到肯定的答复后，他立即离开了。
Chiron就读中学时，一次妈妈要他到外面过夜，他只得到特蕾莎的家里住（此时胡安已经过世）。次日回家后，毒瘾发作的妈妈向Chiron要钱，因为他妈知道特蕾莎很关心他并给他钱花。一个晚上，Chiron在海滩上遇到了凯文，并肩聊天的过程中两人产生感情，接了吻，凱文為Chiron手淫。在学校裡，经常欺负Chiron的泰雷尔要跟凯文玩个游戏，使得凯文被迫打了Chiron，之后Chiron也受到泰雷尔等人的围殴。受伤的Chiron没有起诉打他的人，而是在课堂上当着师生的面用椅子狠狠的砸伤了泰雷尔，Chiron也因此受到刑罚关押在少管所里。
成年后的Chiron搬到了亚特兰大，并成为一名毒贩。母亲打电话留言要他回去见她一面，已成为厨师的凯文也打电话想见他。Chiron开车回到佛州在戒毒所里见到了妈妈，妈妈称她对不起他，但是她一直爱着他，悲伤的母子二人拥抱在了一起。之后Chiron继续开车来到了凯文工作的餐馆，凯文为他做了特制的晚餐和红酒来款待他。通过交谈，Chiron得知凯文已经有了一个由萨曼莎（曾经的中学同学）所生的儿子，尚在假释期内的凯文习惯了这种心安理得的正常生活，而当Chiron说自己已是一个毒贩时，凯文觉得难以置信。Chiron问凯文为何想到了联系他，凯文称原因是一个顾客曾经点的一首歌，并把那首歌播放了出来。之后Chiron开车载着凯文回到了凯文家里，凯文说Chiron目前的状态不是他能想象的，Chiron说他获得自由后就想改变自己，并说凯文是唯一碰过他的男人，两人依偎在了一起。

## 演員
- 崔凡特·羅德（英语：Trevante Rhodes） - 青年Chiron /「Black」
  - 艾許頓·桑德斯 - 少年Chiron
  - Alex Hibbert - 童年Chiron /「Little」
- 安德烈·荷蘭 - Kevin
  - 賈雷爾·傑若米（英语：Jharrel Jerome） - 少年Kevin
  - Jaden Piner - 童年Kevin
- 娜歐蜜·哈瑞絲 - Paula，Chiron妈妈
- 馬赫夏拉·阿里 - 胡安
- 賈奈爾·夢內 - Teresa，胡安的女友

## 制作
2015年10月14日在迈阿密开拍了25天。故事情节来自于编剧麦卡尼与导演賈金斯的童年经历，两人都是在迈阿密的黑人社区长大的。摄影指导詹姆士·拉克斯顿与賈金斯之前合作过处女作《忧郁的解药》。賈金斯表示，《月光男孩》的三段式叙事结构的灵感来自于侯孝贤的电影《最好的时光》。

## 迴響
影片获得广泛好评，烂番茄新鲜度98%，Metacritic上51家媒体综评高达99分，其中《华尔街日报》、《纽约时报》、《洛杉矶时报》等35家媒体给予满分。还被《时代杂志》评为年度十佳影片第一名。被《视与听》评为年度十佳电影第二名。影评人普遍都认为影片的故事非常真实、残酷和动人。
2022年3月，《月光下的男孩》在Metacritic評選奧斯卡金像獎最佳影片前35名中，排名第1名。《時代雜誌》2022年6月公佈的「16部必看LBGTQ題材電影」中，本片榜上有名。2022年8月，《IndieWire》列出40部最佳悲傷電影名冊裡，本片榜上有名。2023年，爛番茄滿25週年特別專題中，本片在該站列名列「影評家選出過去25年的最佳電影」排行榜第14名。

## 奖项
在第89屆奧斯卡金像獎儀式上，頒獎人費·唐娜薇和華倫·比提宣布《星聲夢裡人》贏得了最佳電影獎。然而，他們誤拿了得主為愛瑪·史東的最佳女主角獎的信封。當工作人員上台解釋錯誤後，由《星聲夢裡人》的監製喬丹·霍羅威茨宣佈《月光男孩》才是真正得主。